# 瓦尔丹·马米科尼扬
瓦尔丹·马米科尼扬（羅馬化：Vardan Mamikonian；387年—451年），亚美尼亚王国军事领导人、亚美尼亚使徒教会圣人，马米科尼扬家族成员，因公元451年阿瓦拉尔战役中守卫亚美尼亚基督教信仰而知名，是亚美尼亚民族英雄。